# The Deer Hunter
The Deer Hunter er en amerikansk film fra 1978, skrevet af Deric Washburn og instrueret af Michael Cimino. Filmen fortæller om hvordan Vietnamkrigen påvirker menneskene i industribyen Clairton i Pennsylvania syd for Pittsburgh ved Monongahela-floden. Robert De Niro, John Cazale, John Savage, Christopher Walken, Meryl Streep og George Dzundza spiller hovedrollerne.
Inspireret af den tyske forfatter Erich Maria Remarques roman Kammerater fra 1937, som handler om en trio af desillusionerende veteraner fra 1. verdenskrig i 1920'erne, forsøger Deer Hunter at udforske meningen med vold, instinkt og overlevelse, af misbrug af patriotisme og illustrerer koncepterne etnicitet, familie, venskab og samfundsbånd og hvordan de komplementerer hinanden og også kolliderer.
Deer Hunter er også kendt for titelmelodien Cavatina af Stanley Myers.

## Handling
De Niro, Savage og Walken portrætterer amerikanske fabriksarbejdere og lidenskabelige hjortejægere (som titlen kommer af) af russisk oprindelse. Den første tredjedel af filmen handler om Steven (Savage) og Angelas bryllup. Det står klart under brylluppet at Angela er gravid med Nick (Walken), og det ender i tragedie. Efter en sidste hjortejagt rejser trioen ud til krigen i Vietnam. Alle tre ender som fanger og bliver udsat for grusom behandling (vagterne tvinger dem til at spille russisk roulette), men Michael (De Niro) klarer at lede en flugt. Da Steven under flugten bliver så skadet, at han mister begge ben, og senere er et ødelagt menneske som ikke bryder sig om noget andet end livet på sygehuset, returnerer Michael til et væsentligt ændret hjemland som en væsentligt ændret mand. Imidlertid bliver Nick (Walken) igen i Vietnam, og da Michael gennemskuer årsagen rejser han i 1975 tilbage til Saigon (lige før byens fald). Han opdager, at den hjernevaskede og psykisk skadede Nick er blevet besat af det dødelige spil. De genforenes, men Nick er fjendtligt indstillet over for Michael, og det ender med, at de spiller russisk roulette mod hinanden, mens Michael forsøger at overbevise Nick om at vende hjem. Nick er imidlertid upåvirkelig, og tager pistolen og skyder sig selv i hovedet. Han dør næsten på stedet. Michael, som havde lovet ikke at efterlade Nick i Vietnam, bringer liget tilbage til USA. Filmen slutter den morgen Nick begraves, da Michaels kæreste Linda (Streep) foreslår en skål for den faldne ven Nick, men skaden forårsaget af krigens rædsler har allerede ødelagt venne-gruppen for altid.

## Medvirkende
| Skuespiller                | Rolle                        |
| -------------------------- | ---------------------------- |
| Robert De Niro             | Michael "Mike" Vronsky       |
| Christopher Walken         | Nikonar "Nick" Chevotarevich |
| John Cazale                | Stanley alias "Stosh"        |
| John Savage                | Steven Pushkov               |
| Meryl Streep               | Linda                        |
| George Dzundza             | John Welch                   |
| Chuck Aspegren             | Peter "Axel" Axelrod         |
| Shirley Stoler             | Stevens mor                  |
| Rutanya Alda               | Angela Ludhjduravic-Pushkov  |
| Amy Wright                 | Brudepige                    |
| Pierre Segui               | Julien Grinda                |
| Joe Grifasi                | Orkesterleder                |
| Father Stephen Kopestonsky | Ortodokse Præst              |

## Lokaliteter
Filmnings områder inkluderer:
- Saint Theodosius Russian Orthodox Cathedral, Cleveland
- Patpong, i Bangkok, Thailand – området blev lejet i to dage for at gøre det ud for Saigon.
- Sai Yok, Kanchanaburi-provinsen, Thailand
- North Cascades National Park, Washington.
- Mingo Junction, Ohio, hvor stålminerne blev filmet